# جولی بریگام-گرت
جولی بریگام-گرت یک یخچال شناس و استاد دپارتمان علوم زمین در دانشگاه ماساچوست، امهرست است.
او مدیر مشترک آزمایشگاه کواترنری جوزف هارتشورن است.
تحقیقات او بر زمین‌شناسی یخچالی و دیرین‌اقلیم‌شناسی، به‌ویژه مطالعه سوابق اقلیم دیرینه دریایی و زمینی قطب شمال، تمرکز دارد. او پژوهش‌هایی در زمینه تکامل اقلیمی از اواخر سنوزوئیک تا امروز با تأکید بر مناطق برینگیا و تنگه برینگ انجام داده است.
بریگام-گرت در همکاری‌های علمی بین‌المللی شرکت کرده است، از جمله پروژه حفاری دریاچه ال‌گیگیگین در شمال شرقی روسیه که شرایط اقلیمی گذشته قطب شمال را بررسی کرده است.

## اوایل زندگی و تحصیلات
بریگام-گرت در سال ۱۹۷۶ مدرک کارشناسی خود را در زمین‌شناسی از کالج آلبیون دریافت کرد و با درجه کوم لائود فارغ‌التحصیل شد. در طول گذراندن یک دوره دربارهٔ یخچال‌ها و دوره پلیستوسن، استاد لارنس دی. تیلور او را به مطالعه زمین‌شناسی یخچالی و اقلیم دیرینه ترغیب کرد.
در سال ۱۹۷۷، بریگام-گرت تحصیلات تکمیلی خود را در مؤسسه تحقیقات قطبی و آلپی (INSTAAR) در دانشگاه کلرادو بولدر آغاز کرد. او در آنجا با استاد جان تی. اندروز بر روی سوابق یخچالی و سطح دریا در منطقه‌ای در شبه‌جزیره کامبرلند در جزیره بافین تحقیق کرد. بریگام-گرت در اوت ۱۹۸۰ مدرک کارشناسی ارشد خود را در زمین‌شناسی با پایان‌نامه‌ای با عنوان: «چینه‌شناسی، زمین‌گاه‌شماری ایزوتوپ‌های آمینو اسید و منشأ رسوبات کواترنری، جزیره بروتون، جنوب شرقی جزیره بافین، کانادا» دریافت کرد.
تحقیقات کارشناسی ارشد او به پروژه پایان‌نامه دکترایش منجر شد، جایی که او به مطالعه تغییرات اقلیمی قطب شمال ادامه داد و تاریخچه سطح دریا در دوره‌های پلیوسن–پلیستوسن را در دشت ساحلی قطب شمال آلاسکا بررسی کرد. او تحت نظارت استاد گیفورد اچ. میلر (دانشگاه کلرادو بولدر) و دکتر دیوید ام. هاپکینز (سازمان زمین‌شناسی ایالات متحده) کار می‌کرد.
بریگام-گرت در ماه مه ۱۹۸۵ دکترای خود را از دانشگاه کلرادو بولدر با پایان‌نامه‌ای با عنوان «چینه‌شناسی دریایی و زمین‌گاه‌شماری ایزوتوپ‌های آمینو اسید از سازند گوبیک، دشت ساحلی قطب غربی آلاسکا» دریافت کرد.
مدارج تحصیلات تکمیلی بریگام-گرت شامل زمین‌گاه‌شماری آمینو اسید (تاریخ‌گذاری آمینو اسید) بود، تکنیکی که بر تغییرات در پروتئین‌های بومی حفظ‌شده در پوسته‌های کربناتی مبتنی است. این تکنیک زمان سپری‌شده از زمان مرگ یک موجود زنده را تخمین می‌زند.
بریگام-گرت از این تکنیک برای ارتباط مقاطع چینه‌شناسی منطقه‌ای استفاده کرد تا تاریخ زمین‌شناسی یخچالی و سطح دریا را بررسی کند.

## تحقیقات و حرفه
پس از کارهای پژوهشی فارغ‌التحصیلی، بریگام-گرت به‌عنوان پژوهشگر پسادکتری در دانشگاه برگن از نوامبر ۱۹۸۳ تا دسامبر ۱۹۸۴ فعالیت کرد و با دکتر هانس-پتر سیجروپ در زمینه زمین‌گاه‌شماری رسوبات کواترنری در دریای شمال همکاری کرد.
سپس او از مه ۱۹۸۵ تا مه ۱۹۸۷ به‌عنوان پژوهشگر پسادکتری در دپارتمان زمین‌شناسی دانشگاه آلبرتا و سازمان زمین‌شناسی کانادا فعالیت کرد و با دکتر استیون بلاسکو (مؤسسه اقیانوس‌شناسی بدفورد) در زمینه چینه‌شناسی و زمین‌گاه‌شماری قفسه قاره‌ای دریای بوفورت کانادا کار کرد.
در سال ۱۹۸۷، بریگام-گرت به‌عنوان استادیار در دانشگاه ماساچوست، امهرست منصوب شد که در آن زمان دپارتمان زمین‌شناسی و جغرافیا (اکنون علوم زمین) بود. بریگام-گرت از ژانویه تا ژوئن ۱۹۹۰ استاد مدعو در مرکز کواترنری آلاسکا، موزه شمال دانشگاه آلاسکا در فربنکس بود.
در سال ۱۹۹۳، بریگام-گرت سومین عضو هیئت علمی زن دارای حق تدریس در دپارتمان علوم زمین دانشگاه ماساچوست امهرست شد و در سال ۲۰۰۱ به مقام استاد ارتقا یافت.
بریگام-گرت در زمینه‌های زمین‌شناسی یخچالی، چینه‌شناسی یخچالی کواترنری، زمین‌گاه‌شماری، و اقیانوس‌شناسی دوره‌هایی تدریس می‌کند و اولین زنی است که از سال ۲۰۱۳ تاکنون به‌عنوان مدیر برنامه تحصیلات تکمیلی دپارتمان علوم زمین، جغرافیا و اقلیم (در کالج علوم طبیعی) در دانشگاه ماساچوست امهرست فعالیت کرده است.
بریگام-گرت در بسیاری از نقش‌های رهبری در جامعه علمی بین‌المللی قطب شمال خدمت کرده است. او از سال ۲۰۰۸ عضو هیئت پژوهش قطبی آکادمی ملی علوم بوده و از سال ۲۰۱۴ به‌عنوان رئیس آن فعالیت کرده است.
بریگام-گرت از سال ۲۰۱۰ تا ۲۰۱۲ به‌عنوان رئیس مشترک کمیته هدایت علمی DOSECC برای هدایت برنامه بازسازی حفاری قاره‌ای ایالات متحده فعالیت کرد و از سال ۲۰۱۱ تا ۲۰۱۳ معاون هیئت مدیره DOSECC بود.
از سال ۲۰۱۳، بریگام-گرت عضو هیئت حاکمیتی اتحادیه ژئوفیزیک آمریکا (AGU) بوده است. در طول حرفه خود، او در هیئت‌ها و کمیته‌های انجمن کواترنری آمریکا، گروه مشترک تدارکات کمیسیون پژوهش قطب شمال ایالات متحده، بنیاد ملی علوم، انجمن زمین‌شناسی آمریکا، برنامه تغییرات جهانی گذشته (PAGES)، مرکز ملی مغزه‌های دریاچه‌ای (LacCore) و شورای ملی پژوهش ایالات متحده، و دیگر موارد، خدمت کرده و آن‌ها را هدایت کرده است.
بریگام-گرت همچنین به‌عنوان ویراستار و عضو هیئت تحریریه مجلات علمی زیر فعالیت کرده است: کواترنری بین‌المللی، بررسی‌های علوم کواترنری، اقلیم گذشته.